# Lago Rotopounamu
Il lago Rotopounamu (noto anche come lago Greenstone per il suo colore verde,anche se nessuno dei due è l'appellativo ufficiale) è un lago nella Pihanga Scenic Reserve, nel Parco nazionale Tongariro, nell'Isola Nord della Nuova Zelanda, appena a sud-ovest del lago Taupo. Il lago si trova ai piedi del monte Pihanga ed è stato formato da una frana circa 10 000 anni fa. Il lago è alimentato da sette corsi d'acqua, ma non ha deflussi superficiali visibili. Si ritiene che il deflusso delle acque sia sotterraneo.